# Piece by Piece (film)
Piece By Piece è un film d'animazione del 2024 co-sceneggiato, diretto e co-prodotto da Morgan Neville.
La pellicola segue la vita e la carriera del cantante e musicista americano Pharrell Williams, protagonista del film, attraverso l'ottica dell'animazione LEGO.

## Trama
Pharrell Williams parla con il documentarista Morgan Neville. Pharrell spiega che vuole raccontare la sua storia in forma di LEGO, poiché la sua visione del mondo è come quella di un set Lego, che consiste nel costruire qualcosa partendo da un altro materiale preesistente.
La storia di Pharrell inizia a Virginia Beach, dove viveva nei progetti abitativi di Atlantis con i suoi genitori, Pharaoh e Carolyn. Aveva la sinestesia, che gli faceva vedere i colori nella musica. Pharrell era affascinato da artisti come Stevie Wonder, che hanno acceso la sua passione per la musica. Mentre faceva fatica a scuola, fece amicizia con Chad Hugo e creò musica con lui, insieme ad artisti futuri come Missy Elliott, Pusha T e Timbaland.
Pharrell e Chad finirono per lavorare insieme per formare i The Neptunes. Si esibirono al talent show della loro scuola per il famoso produttore discografico Teddy Riley. Impressionato, Teddy ingaggiò i ragazzi. Pharrell aiutò Teddy a trovare del lavoro, come scrivere il suo verso per la canzone Rump Shaker per il gruppo di Teddy, Wreckx-n-Effect, ma lavorare per Teddy significava che Pharrell non poter lavorare sulla sua musica.
In seguito, Pharrell e Chad avrebbero lavorato con il rapper N.O.R.E. sul suo singolo di successo Superthug, prima di lavorare anche con Pusha T e il collega rapper Malice (con il loro duo Clipse) e in seguito Mystikal sulla sua canzone Shake Ya Ass. Ciò catturò l'attenzione di altri grandi artisti come Jay-Z, Busta Rhymes, Gwen Stefani e Justin Timberlake . Jay-Z descrive Pharrell come un "fratello minore" che gli altri artisti del settore volevano tenere d'occhio, poiché stava aprendo le porte a molti di loro.
Pharrell e Chad vengono poi chiamati a lavorare con Snoop Dogg, famoso per la sua immagine da autore di gangsta rap. Dopo una sessione in cui fanno uso di cannabis, i ragazzi tirano fuori Drop It like It's Hot. Snoop nota che questo è stato il suo primo singolo numero uno e che ha sentito che Pharrell ha tirato fuori un lato divertente di lui.
Pharrell infine prova a diventare un artista solista, iniziando con il singolo Frontin' che ha fatto con Jay-Z. Un produttore discografico nota che questo avrebbe dovuto spingere Pharrell allo status di solista. Pharrell ha insistito nel tentativo di costruire il suo marchio, espandendosi dalla musica ad altri sbocchi, come lo skateboard o la moda. Ha creato il marchio Billionaire Boys Club e le calzature Ice Cream. Altri notano che Pharrell stava iniziando a disperdersi troppo, allontanandosi dalla scintilla che di solito lo guidava.
La moglie di Pharrell, Helen, rilascia un'intervista in cui racconta come si sono incontrati: a una festa ha notato che era circondato da altre donne, ma lui l'ha notata e le si è avvicinato, facendole molte domande finché Helen non ha detto che aveva un fidanzato. In seguito Helen ha rotto con quell'uomo e alla fine ha sposato Pharrell.
Mentre era bloccato in un solco creativo, Pharrell è stato incaricato di scrivere musica per i film di Cattivissimo me. Trascorre del tempo con la sua famiglia, in particolare con il suo bambino, e si sente ispirato a creare Happy. Il brano diventa un successo strepitoso in tutto il mondo, con persone in vari paesi che ricreano il famoso video musicale. Viene ricreata l'intervista di Pharrell con Oprah Winfrey in cui inizia a piangere.
Pharrell si emoziona parlando con Neville di come la sua famiglia e i suoi amici abbiano portato al suo successo. Tuttavia, discute anche dello stato politico delle cose, in particolare per quanto riguarda la brutalità della polizia contro gli afroamericani. Pharrell ha fornito l'idea per la canzone di Kendrick Lamar Alright, che è diventata molto popolare tra gruppi come il movimento Black Lives Matter.
Mentre Pharrell e Neville giungono alla conclusione del film, Pharrell condivide ancora una volta la sua visione della vita e di come si possano prendere le cose e costruirle per essere qualcosa di meglio, proprio come i Lego. Pharrell conclude poi con un concerto in cui esegue la sua nuova canzone Piece By Piece.

## Promozione
Il trailer ufficiale italiano del film è stato pubblicato il 5 agosto 2024.

## Distribuzione
Il film è stato distribuito nelle sale cinematografiche statunitensi l'11 ottobre 2024 da parte della Focus Features. Nelle sale italiane è uscito il 5 dicembre 2024.

## Accoglienza

### Incassi
Il film ha incassato 10717082 $.

### Critica
Su Rotten Tomatoes ha una percentuale di gradimento dell'83% basata su 125 recensioni; su Metacritic un voto medio di 63 su 100 basato su 32 recensioni.